# Краснокрыл Ренивона
Краснокрыл Ренивона или усач-краснокрыл Ренивона (Purpuricenus renyvonae) — жук из семейства Усачи (Cerambycidae). Видовой эпитет образован от имён дочерей (Rena и Yvonna) первооткрывателя вида.

## Описание
Тело умеренно большое и умеренно длинное, довольно широкое. Длина тела 14—21 мм. Надкрылья по большей части красные с черным рисунком. Усики длинные, достаточно тонкие, сильно уменьшены к вершине, у самцов длиннее тела. Глаза достаточно глубоко выемчатые. Надкрылья умеренно длинные, параллельные или слегка расширенные у вершины, достаточно выпуклые или почти плоские, на вершине закруглены. Ноги довольно толстые, бедра умеренно и постепенно утолщенные.
От других представителей рода отличается целиком чёрной переднеспинкой и крупным чёрным пятном на надкрыльях, которое заметно расширяется к их вершине, полностью закрывая её. Половой  диморфизм выражен слабо и проявляется в первую очередь в длине усиков — у самцов они по большей части гораздо длиннее тела, а у самок слегка короче его.

## Ареал
Вид был описан из Юго-Восточной Болгарии (Ропотамо, побережье Чёрного моря). Также встречается в северо-восточной Греции, европейской части Турции, Северо-Западной Анатолии и на Крымском полуострове.
Purpuricenus caucasicus baeckmanni Danilevsky, 2007 — младший синоним, описанный по материалу из Крыма. Впоследствии оказалось, что особи из Карадага не отличаются от типовой популяции из Ропотамо.

## Биология
Жуки встречаются в мае — июле; в Крыму — в июне — начале августа. Населяют лиственные леса. Жизненный цикл может быть 1—3-летний. Личинки развиваются в небольших ветвях ослабленных лиственных деревьев (дуб, бук, ильмовые, иногда персик и абрикос).

## Замечание по охране
Встречается редко. Численность уменьшается из-за разрушения мест обитания. Занесён в Красную книгу Крыма. Охраняется в Карадагском природном заповеднике.